# Peter Egli
Peter Egli (* 25. Juli 1966) ist ein ehemaliger Schweizer Eishockeyspieler.

## Karriere
Egli verbrachte seine Juniorenzeit beim HC Davos, für dessen Profimannschaft er in der Saison 1984/85 debütierte und mit den Davosern in derselben Spielzeit die Schweizer Meisterschaft gewann. Der Verteidiger blieb bis 1988 beim HC Davos, anschliessend wechselte er zum in der Nationalliga B spielenden SC Herisau. Nach drei Spieljahren folgte die Rückkehr zum HC Davos, der inzwischen in die Nationalliga B abgestiegen war. Mit den Bündnern gelang ihm in seiner letzten Saison im Dress der Davoser als Meister der Nationalliga B nach der gewonnenen Relegation der Aufstieg und Rückkehr in die höchste Schweizer Spielklasse.
Egli trat in der Folge nicht mehr im professionellen Eishockey in Erscheinung. Es folgten Engagements in unteren Ligen, bevor der Verteidiger seine Karriere beendete. Als Trainer war er zeitweise als Cheftrainer im Davoser Nachwuchs aktiv.

## Erfolge und Auszeichnungen
- 1985 Schweizer Meister mit dem HC Davos
- 1993 NLB-Meister mit dem HC Davos
- 1993 Aufstieg in die NLA mit dem HC Davos